# Výsledky českých reprezentantů v judu 2015
Tento článek uvádí výsledky českých reprezentantů v judu na mezinárodních podnicích za rok 2015.

## Mistrovské turnaje

### Mistrovství světa
výsledky z mistrovství světa
| Jméno            | Váha |  | 1/128                   | 1/64                       | 1/32                         | 1/16                   | Čtvrtfinále          | Semifinále               | O bronz               |
| ---------------- | ---- |  | ----------------------- | -------------------------- | ---------------------------- | ---------------------- | -------------------- | ------------------------ | --------------------- |
| Pavel Petřikov   | -60  |  | x                       | Výhra Irodotos Kelpis      | Prohra Cendočiryn Cogtbátar  | —                      | —                    | —                        | —                     |
| Jakub Ječmínek   | -73  |  | Výhra Dastan Ükübajev   | Prohra Mansur Isajev       | —                            | —                      | —                    | —                        | —                     |
| Jaromír Ježek    | -73  |  | volný los               | Výhra Damian Szwarnowiecki | Výhra Šuchratdžon Farchizada | Prohra Hong Kuk-hjon   | —                    | —                        | —                     |
| Jaromír Musil    | -81  |  | Výhra Matúš Milichovský | Prohra Ivan Nifontov       | —                            | —                      | —                    | —                        | —                     |
| Alexandr Jurečka | -90  |  | x                       | Výhra Ovini Uera           | Výhra Colton Brown           | Prohra Krisztián Tóth  | —                    | —                        | —                     |
| Lukáš Krpálek    | -100 |  | x                       | volný los                  | Výhra Artem Blošenko         | Výhra Elchan Mammadov  | Výhra Toma Nikiforov | Prohra Karl-Richard Frey | Prohra Dmitrij Peters |
| Michal Horák     | +100 |  | x                       | volný los                  | Výhra José Cuevas            | Prohra Adam Okruašvili | —                    | —                        | —                     |

### Mistrovství Evropy
výsledky z mistrovství Evropy
| Jméno            | Váha |  | 1/64                   | 1/32                       | 1/16                   | Čtvrtfinále          | Semifinále          | Finále           |
| ---------------- | ---- |  | ---------------------- | -------------------------- | ---------------------- | -------------------- | ------------------- | ---------------- |
| Pavel Petřikov   | -60  |  | x                      | Výhra Nuno Carvalho        | Prohra Beslan Mudranov | —                    | —                   | —                |
| Jakub Ječmínek   | -73  |  | volný los              | Prohra Pierre Duprat       | —                      | —                    | —                   | —                |
| Jaromír Ježek    | -73  |  | Výhra Christopher Völk | Výhra Rustam Orudžov       | Prohra Nikola Gusić    | —                    | —                   | —                |
| Jaromír Musil    | -81  |  | Výhra Gašper Jerman    | Prohra László Csoknyai     | —                      | —                    | —                   | —                |
| Alexandr Jurečka | -90  |  | volný los              | Prohra Quedjau Nhabali     | —                      | —                    | —                   | —                |
| David Klammert   | -90  |  | volný los              | Prohra Dmitrij Gerasimenko | —                      | —                    | —                   | —                |
| Lukáš Krpálek    | -100 |  | x                      | volný los                  | Výhra Elchan Mammadov  | Výhra Toma Nikiforov | Výhra Cyrille Maret | Prohra Henk Grol |
| Michal Horák     | +100 |  | x                      | Prohra Ori Sason           | —                      | —                    | —                   | —                |
| Alena Eiglová    | -70  |  | x                      | Prohra María Bernabéuová   | —                      | —                    | —                   | —                |

### Mistrovství Evropy do 23 let
| Jméno                    | Váha |  | 1/32                     | 1/16                          | Čtvrtfinále             | Semifinále               | Opravy               | Finále            |
| ------------------------ | ---- |  | ------------------------ | ----------------------------- | ----------------------- | ------------------------ | -------------------- | ----------------- |
| David Pulkrábek          | -60  |  | Prohra Carmine Di Loreto | —                             | —                       | —                        | —                    | —                 |
| Jakub Ječmínek           | -73  |  | Výhra Frigyes Szabó      | Prohra Anthony Zingg          | —                       | —                        | —                    | —                 |
| Jiří Petr                | -81  |  | Výhra Arso Milić         | Výhra Michael Kistler         | Prohra Nikon Zaborosčuk | —                        | Prohra Džaba Bicadze | —                 |
| David Klammert           | -90  |  | Výhra Filip Štancel      | Výhra Dario Kurbjeweit-Garcia | Výhra Zelym Kocojev     | Výhra Tomasz Szczepaniak | —                    | Výhra Rico Harder |
| Jelizaveta Gerasimenková | -48  |  | x                        | Prohra Anastasija Pavlenková  | —                       | —                        | —                    | —                 |

### Mistrovství světa juniorů (do 21 let)
- Bez účasti!

### Mistrovství Evropy juniorů (do 21 let)
| Jméno            | Váha |  | 1/32                        | 1/16 | Čtvrtfinále | Semifinále | Finále |
| ---------------- | ---- |  | --------------------------- | ---- | ----------- | ---------- | ------ |
| Václav Žemla     | -55  |  | Prohra Ajub Blijev          | —    | —           | —          | —      |
| Adéla Szarzecová | -70  |  | Prohra Katharina Lechnerová | —    | —           | —          | —      |

### Mistrovství světa dorostenců (do 18 let)
| Jméno             | Váha |  | 1/64      | 1/32                      | 1/16                       | Čtvrtfinále          | Semifinále | Opravy                  | O bronz |
| ----------------- | ---- |  | --------- | ------------------------- | -------------------------- | -------------------- | ---------- | ----------------------- | ------- |
| David Vopat       | -50  |  | x         | Výhra Zurab Kachniašvili  | Prohra Biagio D'Angelo     | —                    | —          | —                       | —       |
| Tomáš Binhak      | -55  |  | volný los | Prohra Gantömörín Sükhbat | —                          | —                    | —          | —                       | —       |
| Zuzana Řeháková   | -52  |  | volný los | Prohra Ajida Karčajevová  | —                          | —                    | —          | —                       | —       |
| Věra Zemanová     | -55  |  | x         | Výhra Berna Šerifovská    | Prohra Anna Dabrowská      | —                    | —          | —                       | —       |
| Markéta Paulusová | +70  |  | x         | volný los                 | Výhra Kaelin O'Sullivanová | Prohra Akira Soneová | —          | Prohra Beatriz Souzaová | —       |

### Mistrovství Evropy dorostenců (do 18 let)
| Jméno             | Váha |  | 1/64      | 1/32                             | 1/16                     | Čtvrtfinále               | Semifinále               | Opravy                       | Opravy                       | O bronz            |
| ----------------- | ---- |  | --------- | -------------------------------- | ------------------------ | ------------------------- | ------------------------ | ---------------------------- | ---------------------------- | ------------------ |
| Tomáš Binhak      | -50  |  | x         | volný los                        | Výhra Oleksandr Kryvorot | Výhra Ibrahim Bajramli    | Prohra Giorgi Niazašvili | —                            | —                            | Prohra Vlad Luncan |
| David Vopat       | -50  |  | x         | volný los                        | Prohra Ibrahim Bajramli  | —                         | —                        | —                            | —                            | —                  |
| Zuzana Řeháková   | -52  |  | volný los | Výhra Helena Kaupová             | Výhra Blerina Seferiová  | Prohra Lydia Boudouaiaová | —                        | Prohra Nino Mgeladzeová      | —                            | —                  |
| Věra Zemanová     | -55  |  | volný los | Výhra Shannon Van der Meebergová | Prohra Şeyma Özerlerová  | —                         | —                        | —                            | —                            | —                  |
| Petra Hájková     | -70  |  | x         | Prohra Renee Van Harselaarová    | —                        | —                         | —                        | —                            | —                            |                    |
| Markéta Paulusová | +70  |  | x         | volný los                        | Výhra Adriana Nearčuová  | Prohra Sarah Pontyová     | —                        | Výhra Jevgenija Kondrašovová | Prohra Annalisa Calagretiová | —                  |

### Evropský olympijský festival mládeže (EYOF)
| Jméno             | Váha |  | 1/32                         | 1/16                                | Čtvrtfinále                | Semifinále                   | Opravy               | Opravy                  | Opravy                     | O bronz                   |
| ----------------- | ---- |  | ---------------------------- | ----------------------------------- | -------------------------- | ---------------------------- | -------------------- | ----------------------- | -------------------------- | ------------------------- |
| David Vopat       | -50  |  | x                            | Výhra Ibrahim Bajramli              | Výhra Todor Atanasov       | Prohra Biagio D'Angelo       | —                    | —                       | —                          | Prohra Zurab Kachniašvili |
| Tomáš Binhak      | -55  |  | Výhra Joanis Zurnadzidis     | Prohra Kyryl Samotuh                | —                          | —                            | —                    | —                       | —                          | —                         |
| Denisa Beranová   | -48  |  | volný los                    | Prohra Coraline Marcus-Tabellionová | —                          | —                            | —                    | Výhra Maruša Štangarová | Prohra Natalia Kipšidzeová | —                         |
| Zuzana Řeháková   | -52  |  | Výhra Râciu Cleoniaová       | Výhra Nina Esteová                  | Prohra Nasiba Ibrahimovová | —                            | —                    | Výhra Marija Ivkovićová | Výhra Anna Rotariová       | Prohra Irem Korkmazová    |
| Věra Zemanová     | -55  |  | Prohra Eteri Lipartelianiová | —                                   | —                          | —                            | Výhra Amra Fejzulová | Prohra Danna Nagučevová | —                          | —                         |
| Markéta Paulusová | +70  |  | x                            | volný los                           | Výhra Maria Höllwartová    | Prohra Annalisa Calagretiová | —                    | —                       | —                          | Výhra Ilina Stojanovová   |

## Grand Slam (GS) / Grand Prix (GP)
| Jméno              | Váha |  | GP GER | GP GEO | GP TUR | GP CRO | GS AZE | GP HUN | GP MGL | GS RUS | GP UZB | GS FRA | GS UAE | GP CHN | GP KOR | GS JPN |  | Bilance |
| ------------------ | ---- |  | ------ | ------ | ------ | ------ | ------ | ------ | ------ | ------ | ------ | ------ | ------ | ------ | ------ | ------ |  | ------- |
| David Pulkrábek    | -60  |  |        |        | 1/64   |        |        |        |        |        |        |        |        |        |        |        |  | 0:1     |
| Pavel Petřikov ml. | -60  |  |        |        |        | 1/16   | 1/32   | 7.     |        | 1/32   |        | 1/32   | 1/32   | 1/32   | 1/32   |        |  | 3:9     |
| Karel Musil        | -73  |  | 1/32   |        |        |        |        |        |        |        |        |        |        |        |        |        |  | 1:1     |
| Jakub Ječmínek     | -73  |  |        |        | 1/32   | 1/64   | 1/64   |        | 1/32   |        |        |        |        |        |        |        |  | 1:4     |
| Václav Sedmidubský | -73  |  |        |        | 1/64   |        |        |        |        |        |        | 1/32   |        |        |        |        |  | 0:2     |
| Jaromír Ježek      | -73  |  |        |        |        |        |        | 7.     |        | 1/16   |        | 1/64   | 1/16   |        |        | 1/64   |  | 5:6     |
| Jaromír Musil      | -81  |  | 1/32   |        | 1/16   | 1/64   | 1/32   | 1/32   |        |        |        |        | 1/32   |        |        |        |  | 3:7     |
| David Klammert     | -90  |  |        |        |        | 1/32   |        |        |        |        |        |        |        |        |        |        |  | 0:1     |
| Alexandr Jurečka   | -90  |  |        |        |        | 1/32   | 7.     |        | 1/16   |        |        |        |        |        |        |        |  | 2:4     |
| Lukáš Krpálek      | -100 |  |        |        |        | 3.     |        |        |        |        |        | 3.     | 2.     |        |        | 1/16   |  | 13:4    |
| Radek Hecl         | -100 |  |        |        |        |        |        |        |        |        |        |        |        |        | 1/32   | 1/32   |  | 0:2     |
| Michal Horák       | +100 |  |        |        |        | 1/16   |        | 1/32   |        |        |        |        |        |        |        |        |  | 1:2     |
| Alena Eiglová      | -70  |  |        |        |        | 1/32   |        |        |        |        |        |        |        |        |        |        |  | 0:1     |

## Continental Open (Světový pohár)
| Jméno              | Váha |  | TUN | BUL  | ITA AUT | POL CZE | CHI  | MAR | URU  | ARG  | ROU  | BLR  | ESA | TPE | GBR POR | MRI | AUS |  | Bilance |
| ------------------ | ---- |  | --- | ---- | ------- | ------- | ---- | --- | ---- | ---- | ---- | ---- | --- | --- | ------- | --- | --- |  | ------- |
| Pavel Petřikov ml. | -60  |  |     |      |         | 5.      |      |     |      |      |      |      |     |     |         |     | 1.  |  | 7:2     |
| David Pulkrábek    | -60  |  |     |      |         |         |      |     |      |      |      | 1/16 |     |     |         |     |     |  | 0:1     |
| Jakub Ječmínek     | -73  |  |     |      | 1/16    | 1/32    |      |     |      |      |      | 1/32 |     |     | 1/32    |     |     |  | 3:4     |
| Václav Sedmidubský | -73  |  |     |      | 1/32    | 1/16    |      |     |      |      |      | 7.   |     |     |         |     |     |  | 4:4     |
| Karel Musil        | -73  |  |     |      |         |         |      |     |      |      | 1/16 |      |     |     |         |     |     |  | 1:1     |
| Jaromír Musil      | -81  |  |     |      | 1/32    | 1/16    |      |     |      |      | 1/32 |      |     |     |         |     |     |  | 2:3     |
| Jiří Petr          | -81  |  |     |      |         | 1/32    |      |     |      |      |      |      |     |     |         |     |     |  | 0:1     |
| David Klammert     | -90  |  |     |      |         |         | 1/32 |     | 1/16 | 1/32 |      | 1/16 |     |     |         |     |     |  | 2:4     |
| Tomáš Knápek       | -100 |  |     |      |         |         |      |     |      |      |      | 1/32 |     |     |         |     |     |  | 0:1     |
| Lukáš Hlaváček     | +100 |  |     | 1/32 |         |         |      |     |      |      |      |      |     |     |         |     |     |  | 0:1     |
| Jan Pinta          | +100 |  |     |      |         | 1/32    |      |     |      |      | 1/16 |      |     |     |         |     |     |  | 0:2     |
| Michal Horák       | +100 |  |     |      |         |         | 3.   |     | 3.   | 3.   |      | 3.   |     |     |         |     |     |  | 10:4    |
| Eléa Gansová       | -63  |  |     |      |         | 1/32    |      |     |      |      |      |      |     |     |         |     |     |  | 0:1     |
| Hana Kodešová      | -63  |  |     |      |         | 1/64    |      |     |      |      |      |      |     |     |         |     |     |  | 0:1     |
| Tereza Patočková   | -63  |  |     |      |         | 1/32    |      |     |      |      |      |      |     |     |         |     |     |  | 0:1     |
| Alena Eiglová      | -70  |  |     |      | 1/32    | 1/16    |      |     |      |      |      |      |     |     |         |     |     |  | 1:2     |
| Eva Koubková       | -70  |  |     |      |         | 1/32    |      |     |      |      |      |      |     |     |         |     |     |  | 0:1     |
| Adéla Szarzecová   | -70  |  |     |      |         | 1/16    |      |     |      |      |      |      |     |     |         |     |     |  | 1:1     |

## Evropský pohár
| Jméno              | Váha |  | SUI | BIH | RUS | SLO | GBR | GER | SVK | SRB | FIN | CRO | SWE | ESP |
| ------------------ | ---- |  | --- | --- | --- | --- | --- | --- | --- | --- | --- | --- | --- | --- |
| David Pulkrábek    | -60  |  |     |     |     |     |     |     |     |     |     |     |     | 3.  |
| Václav Kovář       | -66  |  |     |     |     |     |     |     | úč. |     |     |     |     |     |
| Jan Zavadil        | -66  |  |     |     | úč. |     |     |     |     |     |     |     |     |     |
| Michal Černý       | -66  |  |     |     |     |     |     |     | úč. |     |     |     |     |     |
| Jakub Ječmínek     | -73  |  | 5.  |     |     |     |     |     | 2.  |     |     |     |     |     |
| Václav Černý       | -73  |  |     |     |     |     |     |     | úč. |     |     |     |     |     |
| Karel Musil        | -73  |  |     |     |     |     |     |     | 9.  |     |     |     |     |     |
| Patrik Polívka     | -73  |  |     |     |     |     |     |     | úč. |     |     |     |     |     |
| Václav Sedmidubský | -73  |  |     |     |     |     |     |     | 1.  |     |     |     |     |     |
| František Šmehlík  | -73  |  |     |     |     |     |     |     | úč. |     |     |     |     |     |
| Michal Vaníček     | -73  |  |     |     |     |     |     |     | úč. |     |     |     |     |     |
| David Volek        | -73  |  |     |     |     |     |     |     | úč. |     |     |     |     |     |
| Jiří Petr          | -81  |  | úč. |     | úč. | 9.  |     |     |     |     |     |     |     | úč. |
| Jindřich Turek     | -81  |  | úč. |     | úč. |     |     |     | úč. |     |     |     |     |     |
| Radek Voňavka      | -81  |  | 7.  |     |     |     |     |     |     |     |     |     |     |     |
| Ivan Petr          | -81  |  |     |     |     | úč. |     |     | úč. |     |     |     |     |     |
| Radek Dobiáš       | -81  |  |     |     |     |     |     |     | úč. |     |     |     |     |     |
| David Klammert     | -90  |  |     |     | úč. |     |     |     |     |     |     |     |     |     |
| Radim Knápek       | -90  |  |     |     |     |     |     |     | úč. |     |     |     |     |     |
| Tomáš Knápek       | -100 |  |     |     | 3.  |     |     |     | 9.  |     |     |     |     |     |
| Michal Mrva        | -100 |  |     |     |     |     |     |     | úč. |     |     |     |     |     |
| Lukáš Hlaváček     | +100 |  |     |     |     |     |     |     | 3.  |     |     |     |     |     |
| Daniel Uher        | +100 |  |     |     |     |     |     |     | 5.  |     |     |     |     |     |
| Eléa Gansová       | -63  |  | 9.  |     | 3.  |     |     |     |     |     |     |     |     |     |
| Michaela Kulíková  | -63  |  |     |     |     |     |     |     | úč. |     |     |     |     |     |
| Sabina Merklová    | -63  |  |     |     |     |     |     |     | úč. |     |     |     |     |     |
| Tereza Patočková   | -63  |  |     |     |     |     |     |     | 9.  |     |     |     |     |     |
| Eva Koubková       | -70  |  |     |     |     |     |     |     | 1.  |     |     |     |     |     |